# Droisy (Eure)
Droisy és un municipi francès situat al departament de l'Eure i a la regió de Normandia. L'any 2007 tenia 393 habitants.

## Demografia

### Població
El 2007 la població de fet de Droisy era de 393 persones. Hi havia 147 famílies, de les quals 32 eren unipersonals (24 homes vivint sols i 8 dones vivint soles), 44 parelles sense fills, 63 parelles amb fills i 8 famílies monoparentals amb fills.
La població ha evolucionat segons el següent gràfic:
Habitants censats

### Habitatges
El 2007 hi havia 203 habitatges, 151 eren l'habitatge principal de la família, 38 eren segones residències i 14 estaven desocupats. 199 eren cases i 2 eren apartaments. Dels 151 habitatges principals, 134 estaven ocupats pels seus propietaris, 14 estaven llogats i ocupats pels llogaters i 4 estaven cedits a títol gratuït; 1 tenia una cambra, 6 en tenien dues, 26 en tenien tres, 35 en tenien quatre i 84 en tenien cinc o més. 122 habitatges disposaven pel capbaix d'una plaça de pàrquing. A 51 habitatges hi havia un automòbil i a 88 n'hi havia dos o més.

### Piràmide de població
La piràmide de població per edats i sexe el 2009 era:
| Homes | Edats   | Dones |
| ----- | ------- | ----- |
| 0     | 95 o +  | 0     |
| 0     | 90 a 94 | 0     |
| 0     | 85 a 89 | 4     |
| 0     | 80 a 84 | 0     |
| 4     | 75 a 79 | 12    |
| 12    | 70 a 74 | 8     |
| 8     | 65 a 69 | 8     |
| 16    | 60 a 64 | 8     |
| 8     | 55 a 59 | 4     |
| 20    | 50 a 54 | 20    |
| 12    | 45 a 49 | 4     |
| 4     | 40 a 44 | 16    |
| 20    | 35 a 39 | 8     |
| 16    | 30 a 34 | 12    |
| 4     | 25 a 29 | 8     |
| 8     | 20 a 24 | 8     |
| 16    | 15 a 19 | 4     |
| 4     | 10 a 14 | 8     |
| 12    | 5 a 9   | 20    |
| 4     | 0 a 4   | 8     |

## Economia
El 2007 la població en edat de treballar era de 254 persones, 189 eren actives i 65 eren inactives. De les 189 persones actives 178 estaven ocupades (93 homes i 85 dones) i 12 estaven aturades (6 homes i 6 dones). De les 65 persones inactives 25 estaven jubilades, 21 estaven estudiant i 19 estaven classificades com a «altres inactius».

### Ingressos
El 2009 a Droisy hi havia 150 unitats fiscals que integraven 409 persones, la mediana anual d'ingressos fiscals per persona era de 18.362 €.

### Activitats econòmiques
Dels 11 establiments que hi havia el 2007, 6 eren d'empreses de construcció, 2 d'empreses de comerç i reparació d'automòbils, 2 d'empreses financeres i 1 d'una empresa de serveis.
Dels 6 establiments de servei als particulars que hi havia el 2009, 2 eren paletes, 3 lampisteries i 1 empresa de construcció.
L'any 2000 a Droisy hi havia 16 explotacions agrícoles que ocupaven un total de 1.070 hectàrees.

## Poblacions més properes
El següent diagrama mostra les poblacions més properes.